# Panchen Lama

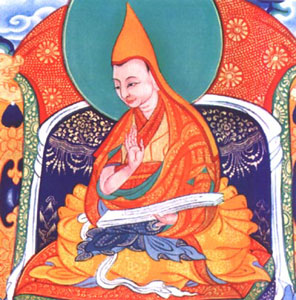
Khedrup Je, primeiro panchen lama.

Panchen Lama na escola Gelug do budismo é o nome atribuído ao número dois da hierarquia Budista, após o Dalai Lama. A sucessão dos Panchen Lamas formam uma linha de reencarnação tulku que se acredita que sejam encarnações do Buda Amitābha (ou Amida). O nome, que significa "grande sábio" ou "grande estudioso", é uma contração tibetana das palavras paṇḍita (sábio/estudioso em sânscrito) e a palavra tibetana chenpo (grande).
A atual (11.ª) encarnação do Panchen Lama é motivo de controvérsia: o governo da República Popular da China afirma que é Qoigyijabu, enquanto a Administração Central Tibetana/Governo tibetano no exílio defende que é Gedhun Choekyi Nyima; este último foi preso pelo governo chinês em 1995 e até 2008 ainda não foi visto em público.
O reconhecimento dos Panchen Lamas sempre foi um assunto que envolvia o Dalai Lama. O 10º Panchen Lama declarou que "segundo a tradição tibetana, a confirmação do Dalai ou Panchen deve ser mutualmente reconhecida" O envolvimento da China neste assunto é visto por alguns como uma manipulação política para ter controle sobre o reconhecimento do próximo Dalai Lama e fortalecer seu controle sobre o futuro do Tibete. O governo chinês por sua vez afirma que seu envolvimento não quebra a tradição em que o reconhecimento do Dalai Lama tradicionalmente recaia sob o imperador chinês.

## Linhagem
Na linhagem de Panchen Lamas tibetanos, considerou-se haver quatro encarnações indianas e três tibetanas de Amitabha antes de Khedrup Gelek Pelzang, o primeiro Panchen Lama]]. A linhagem inicia-se em Subhuti, um dos discípulos originais de Gautama Buddha. Gö Lotsawa é considerado ser a primeira encarnação tibetana de Amitabha nesta linha.